# D/1770 L1 (Lexell)

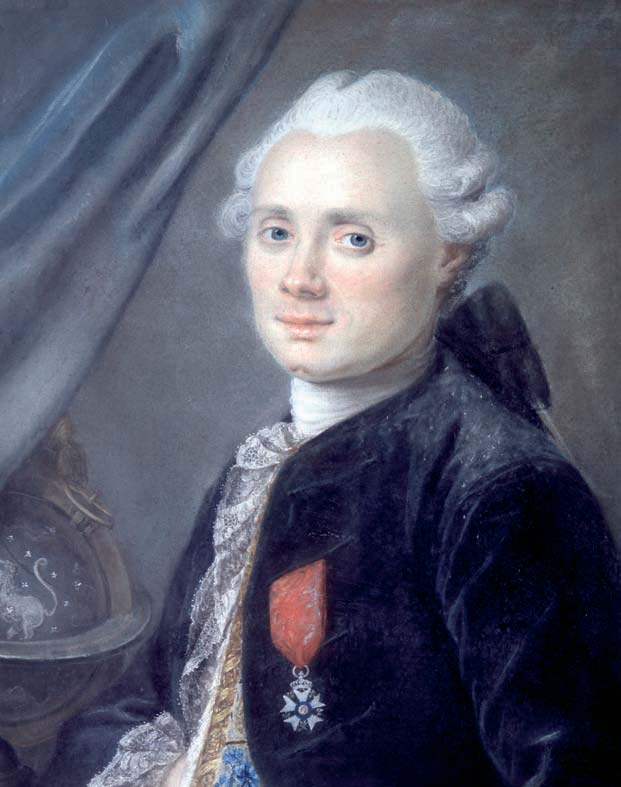
Charles Messier, descobridor do cometa D/1770 L1.

D/1770 L1, também conhecido como Cometa Lexell, em homenagem ao calculador de sua órbita Anders Johan Lexell, foi um cometa descoberto pelo astrônomo francês Charles Messier em junho de 1770. É notável por ter passado mais próximo da Terra do que qualquer outro cometa na história, aproximando-se a uma distância de apenas 0,015 unidades astronômicas (2 200 000 km). O cometa não é visto desde 1770 e é atualmente considerado um cometa perdido.

## Descoberta
O cometa foi descoberto em 14 de junho de 1770, na constelação de Sagitário por Messier, que tinha acabado de completar uma observação de Júpiter e estava examinando nebulosas. Neste momento, o brilho do cometa era muito fraco, mas suas observações ao longo do próximos dias mostraram que o cometa cresceu rapidamente em tamanho e sua coma alcançou 27 minutos de arco em 24 de Junho. Nesse momento a magnitude aparente do cometa era de aproximadamente 2. O cometa foi observado também por vários outros astrônomos.
O cometa foi observado no Japão. Registros sobreviventes o identificam como um fenômeno astronômico e histórico.

## Máxima aproximação da Terra
Em 1 de julho, o cometa passou apenas 0,015 unidades astronômicas da Terra, cerca de 6 vezes o raio da órbita da lua. A coma media no momento 2°23'de diâmetro, cerca de quatro vezes o tamanho angular aparente da Lua. Um astrônomo inglês registrou que o cometa atravessou 42° do céu em apenas 24 horas. Descreveu o núcleo como sendo tão grande quanto Júpiter", "envolto por uma coma de luz prateada, sendo a parte mais brilhante tão grande quanto a orbe da lua".
Messier também foi o último astrônomo a observar o cometa quando esse afastava-se do Sol, em 3 de outubro.

## Órbita
Uma série de cálculos orbitais foram feitas, algumas indicando o periélio (a maior aproximação do Sol) em 9-10 de agosto, e outros indicando o periélio em 13-14 de agosto, variações que dependiam das soluções orbitais, parabólicas ou elípticas. Anders Johan Lexell fez quatro conjuntos separados de cálculos ao longo de um período de vários anos e deduziu um período orbital de 5,58 anos. Lexell também observou que, apesar dessa órbita de período curto, o mais curto conhecido na época, era pouco provável que tenha sido visto anteriormente porque sua órbita tinha sido radicalmente alterada em uma ocasião anterior pelas forças gravitacionais de Júpiter.. É, portanto, o mais antigo cometa da família de Júpiter identificado (assim como o primeiro objeto próximo da Terra conhecido).
O cometa nunca mais foi visto. Lexell, após a realização de novos trabalhos em cooperação com Pierre-Simon Laplace, argumentou que uma interação subseqüente com Júpiter em 1779 tinha perturbado a sua órbita ainda mais, seja colocando-o longe demais da Terra para ser visto ou talvez ejetando-o completamente do Sistema Solar. O cometa é agora considerado "perdido no espaço".
O trabalho Lexell sobre a órbita do cometa é considerado o início da compreensão moderna da determinação da órbita. Na década de 1840, Urbain Le Verrier realizou um trabalho sobre a órbita do cometa e demonstrou que, apesar de o cometa ter potencialmente se aproximando de Júpiter, tão perto quantoo três raios e meio do centro do planeta, o cometa nunca poderia ter se tornado um satélite de Júpiter.